# Antônio Fagundes de Souza
Antônio Fagundes de Souza (Santana do Garambéu, 12 de agosto de 1934 — Belo Horizonte, 10 de fevereiro de 2025) foi um professor e político brasileiro do estado de Minas Gerais.

## Biografia
Antônio Fagundes formou-se em agronomia em 1962 pela Escola Superior de Agricultura da Universidade Rural do Estado de Minas Gerais, atual UFV.
Foi deputado estadual constituinte de Minas Gerais na 11ª legislatura (1987-1988), pelo PFL. Foi Reitor da Universidade Federal de Viçosa e também da Universidade Federal de Ouro Preto, foi ainda membro do Conselho Federal de Educação. Renunciou ao mandato de deputado estadual para assumir novamente a Reitoria da Universidade Federal de Viçosa, onde foi reitor por três períodos. Residiu em Belo Horizonte até seu falecimento em fevereiro de 2025.